# Erich Emminger
Erich Emminger est un avocat et homme politique allemand, né le 25 juin 1880 à Eichstätt (Royaume de Bavière) et mort le 30 août 1951 à Munich (RFA).
D'abord membre du Parti du centre (le Zentrum), puis du Parti populaire bavarois (le BVP), il est nommé ministre de la Justice pendant la république de Weimar de 1923 à 1924.

## Biographie
Le père d’Erich Emminger, Johann Adolf Erich Emminger, est professeur d'éducation physique en lycée et sa mère, Marie-Thérèse Emminger (née Müller), est la fille d'un notaire d'Augsbourg. Emminger obtient son diplôme de droit à Münster et commence à travailler en tant qu'avocat en 1906 à Augsbourg et à Nuremberg. En 1909, il est procureur à Augsbourg. 
Il se marie à Maria Schärft en 1906 avec laquelle il a un fils en 1911, Otmar Emminger (de), lequel va être président de la Bundesbank entre 1977 et 1979.